# Wolf WR3
Chronologie des modèles (1977-1978)
Wolf WR2 Wolf WR4
La Wolf WR3 est une monoplace de Formule 1 conçue par l'ingénieur britannique Harvey Postlethwaite pour le compte de l'écurie canadienne Walter Wolf Racing dans le cadre de quatre manches du championnat du monde de Formule 1 1977 et de quatre manches du championnat du monde de Formule 1 1978.
En 1977 et lors du Grand Prix des États-Unis Ouest 1978, elle est engagée par l'écurie Walter Wolf Racing et confiée au pilote sud-africain Jody Scheckter. Puis, elle est confiée à l'écurie Theodore Racing, avec le Finlandais Keke Rosberg à son volant.

## Résultats en championnat du monde de Formule 1
| Saison | Écurie                    | Moteur           | Pneus    | Pilotes        | Courses | Courses | Courses | Courses | Courses | Courses | Courses | Courses | Courses | Courses | Courses | Courses | Courses | Courses | Courses | Courses | Courses | Points inscrits | Classement |  |
| Saison | Écurie                    | Moteur           | Pneus    | Pilotes        | 1       | 2       | 3       | 4       | 5       | 6       | 7       | 8       | 9       | 10      | 11      | 12      | 13      | 14      | 15      | 16      | 17      | Points inscrits | Classement |  |
| ------ | ------------------------- | ---------------- | -------- | -------------- | ------- | ------- | ------- | ------- | ------- | ------- | ------- | ------- | ------- | ------- | ------- | ------- | ------- | ------- | ------- | ------- | ------- | --------------- | ---------- |  |
| 1977   | Walter Wolf Racing        | Ford-Cosworth V8 | Goodyear |                | ARG     | BRÉ     | AFS     | USO     | ESP     | MON     | BEL     | SUÈ     | FRA     | GBR     | ALL     | AUT     | P-B     | ITA     | USA     | CAN     | JAP     | 0 (sur 55)      | 4e         |  |
| 1977   | Walter Wolf Racing        | Ford-Cosworth V8 | Goodyear | Jody Scheckter |         |         |         |         |         |         | Abd     |         | Abd     |         |         | Abd     |         |         |         |         | 10e     | 0 (sur 55)      | 4e         |  |
| 1978   | Walter Wolf Racing        | Ford-Cosworth V8 | Goodyear |                | ARG     | BRÉ     | AFS     | USO     | MON     | BEL     | ESP     | SUÈ     | FRA     | GBR     | ALL     | AUT     | P-B     | ITA     | USA     | CAN     |         | 0 (sur 24)      | 5e         |  |
| 1978   | Walter Wolf Racing        | Ford-Cosworth V8 | Goodyear | Jody Scheckter |         |         |         | Abd     |         |         |         |         |         |         |         |         |         |         |         |         |         | 0 (sur 24)      | 5e         |  |
| 1978   | Theodore Racing Hong Kong | Ford-Cosworth V8 | Goodyear | Keke Rosberg   |         |         |         |         |         |         |         |         |         | Forf.   | 10e     | Nc.     |         |         |         |         |         | 0 (sur 24)      | 5e         |  |

Légende : ici 